# Pier Antonio Meneghelli
Pier Antonio Meneghelli (Padova, 1749 – Padova, 31 agosto 1819) è stato uno scrittore e drammaturgo italiano.
Non va confuso con il quasi omonimo Antonio Meneghelli.

## Biografia
Padovano, abbracciò la carriera ecclesiastica e si dedicò a studi umanistici. Dopo aver viaggiato tra Firenze, Roma e Napoli, fu nominato lettore di belle lettere e storia al Regio Liceo di Vicenza, prima di tornare definitivamente nella città natale.
In riva al Brenta accettò « il carico di vice-bibliotecario e di custode del museo » all'Università, dove vinse negli ultimi anni di vita la cattedra di archeologia.
Autore di una tragedia cittadinesca - il cui genere teorizzò nella sua celebre dissertazione, uno dei trattati sul teatro più significativi nell'ultimo scorcio di secolo - ispirata alla storia patavina e di un'azione lirica, Meneghelli unì all'esperienza creatrice l'attività di critico, muovendosi tra letteratura, arte e storia. Curò inoltre l'edizione dei sonetti dialettali di Gian Giacomo Mazzolà - selezionandone cento -, apparsi nel 1785 a Padova con il titolo I cavei de Nina.
La Dissertazione sopra la tragedia cittadinesca, pubblicata nel 1795, definiva le regole del genere, che secondo l'autore doveva abbracciare personaggi di ogni ceto sociale e fondere in sé gli elementi della commedia e della tragedia, pur con tratti propri e tendenzialmente inclini al tragico. Secondo il biografo padovano Giuseppe Vedova, la nota fortemente anti-alfieriana presente nella Dissertazione sarebbe opera di Melchiorre Cesarotti, nella cui cerchia si sviluppava in quegli anni il percorso intellettuale di Meneghelli.
L'asserzione non è dimostrabile, ma in ogni caso Meneghelli si sarebbe successivamente schierato dalla parte dell'Astigiano, dando nel 1812 alle stampe l'Elogio di Vittorio Alfieri.

## Opere
- Orazione, Padova, 1782
- Il trionfo di Alessandro sopra sé stesso, azione lirica, Padova, Conzatti, 1792
- Traduzione del catulliano Epitalamio per le nozze di Peleo e Teti, Padova, Nella Stamperia del Seminario, 1792
- Bianca de' Rossi, tragedia cittadinesca
- Dissertazione sopra la tragedia cittadinesca, Padova, Nella Stamperia del Seminario, 1795.
- Lettera sopra di un bassorilievo del celebre scultore Antonio Canova, Padova, 1802
- Ragionamento sopra un'antichissima moneta di Padova, Padova, Nella Stamperia del Seminario, 1803
- Elogio di Gian-Giorgio Trissino, in Mercurio filosofico, letterario e poetico, Venezia, Zerletti, 1811, vol. IV
- Elogio di Vittorio Alfieri, Venezia, Graziosi, 1812
- Elogio del canonico Raimondo Checozzi, in Scelta di Opuscoli scientifici e letterari, Venezia, Pinelli, 1813, vol. VI
- Discorso per il giorno anniversario dell'istituzione del cimitero comunale di Padova, Venezia, Penada, 1813
- Della stima dei Padovani verso il Petrarca, e sopra il monumento a lui nuovamente eretto nella cattedrale, Padova, Nella Stamperia del Seminario, 1813 (poi Padova, Minerva, 1818)
- Memoria sulla vita e sulle opere del prof. Andrea Rigato, Padova, Nella Stamperia del Seminario, 1815
- Vita di Melchior Cesarotti, Venezia, Alvisopoli, 1817